# Nicolas Hénard
Nicolas Hénard (16 de setembro de 1964) é um velejador francês, campeão olímpico.

## Carreira
Hénard consagrou-se campeão olímpico ao vencer a série de regatas da classe Tornado nos Jogos Olímpicos de Verão de 1988 em Seul ao lado de Jean-Yves Le Déroff e nos Jogos Olímpicos de Verão de 1992 em Barcelona com sua dupla Yves Loday.